# Едгар Бабаян
Едгар Бабаян (пол. Edgar Babayan; нар. 1 серпня 1986, Єреван, Вірменська РСР, СРСР) — вірменський та польський борець греко-римського стилю, срібний призер чемпіонату Європи, бронзовий призер чемпіонату світу серед студентів.

## Життєпис
Боротьбою почав займатися з 1995 року. На початку своєї спортивної кар'єри виступав за збірну Вірменії. З 2008 року захищає кольори збірної Польщі.
Представляє борцівський клуб «Собеський» з Познані. Тренери — Пйотр Леонаржук, Амаяк Бабаян.

## Спортивні результати на міжнародних змаганнях

### Виступи на Чемпіонатах світу
| Змагання                        | Збірна | Вагова категорія                 | Місце |
| ------------------------------- | ------ | -------------------------------- | ----- |
| Чемпіонат світу з боротьби 2016 | Польща | греко-римська боротьба, до 80 кг | 8     |
| Чемпіонат світу з боротьби 2017 | Польща | греко-римська боротьба, до 80 кг | 27    |
| Чемпіонат світу з боротьби 2018 | Польща | греко-римська боротьба, до 82 кг | 25    |

### Виступи на Чемпіонатах Європи
| Змагання                         | Збірна   | Вагова категорія                 | Місце  |
| -------------------------------- | -------- | -------------------------------- | ------ |
| Чемпіонат Європи з боротьби 2008 | Вірменія | греко-римська боротьба, до 74 кг | 16     |
| Чемпіонат Європи з боротьби 2016 | Польща   | греко-римська боротьба, до 80 кг | Срібло |
| Чемпіонат Європи з боротьби 2017 | Польща   | греко-римська боротьба, до 80 кг | 5      |
| Чемпіонат Європи з боротьби 2018 | Польща   | греко-римська боротьба, до 82 кг | 16     |

### Виступи на Чемпіонатах світу серед студентів
| Змагання                                        | Збірна   | Вагова категорія                 | Місце  |
| ----------------------------------------------- | -------- | -------------------------------- | ------ |
| Чемпіонат світу з боротьби серед студентів 2005 | Вірменія | греко-римська боротьба, до 74 кг | Бронза |

### Виступи на інших змаганнях
| Змагання                                                        | Збірна | Вагова категорія                 | Місце  |
| --------------------------------------------------------------- | ------ | -------------------------------- | ------ |
| Олімпійський кваліфікаційний турнір з боротьби 2012 (Тайюань)   | Польща | греко-римська боротьба, до 74 кг | 4      |
| Олімпійський кваліфікаційний турнір з боротьби 2012 (Гельсінкі) | Польща | греко-римська боротьба, до 74 кг | 5      |
| Кубок Владислава Пітласинські 2012                              | Польща | греко-римська боротьба, до 74 кг | Бронза |
| Гран-прі Німеччини з боротьби 2013                              | Польща | греко-римська боротьба, до 74 кг | Срібло |
| Кубок Владислава Пітласинські 2013                              | Польща | греко-римська боротьба, до 74 кг | 32     |
| Турнір Івана Піддубного 2014                                    | Польща | греко-римська боротьба, до 75 кг | 7      |
| Золотий Гран-прі з боротьби 2014 (Париж)                        | Польща | греко-римська боротьба, до 75 кг | 11     |
| Гран-прі Іспанії з боротьби 2015                                | Польща | греко-римська боротьба, до 80 кг | 9      |
| Кубок Владислава Пітласинські 2015                              | Польща | греко-римська боротьба, до 75 кг | 15     |
| Гран-прі Загреба з боротьби 2016                                | Польща | греко-римська боротьба, до 75 кг | Бронза |
| Гран-прі Угорщини з боротьби 2016                               | Польща | греко-римська боротьба, до 75 кг | 10     |
| Олімпійський кваліфікаційний турнір з боротьби 2016 (Стамбул)   | Польща | греко-римська боротьба, до 75 кг | 8      |
| Кубок Владислава Пітласинські 2016                              | Польща | греко-римська боротьба, до 80 кг | 7      |
| Меморіал Кристьяна Палусалу 2016                                | Польща | греко-римська боротьба, до 80 кг | Золото |
| Тор Мастерс 2017                                                | Польща | греко-римська боротьба, до 80 кг | Золото |
| Кубок Владислава Пітласинські 2017                              | Польща | греко-римська боротьба, до 80 кг | 5      |
| Київський Міжнародний турнір з боротьби 2018                    | Польща | греко-римська боротьба, до 82 кг | 8      |
| Турнір Дана Колова — Ніколи Петрова 2018                        | Польща | греко-римська боротьба, до 82 кг | Золото |
| Гран-прі Німеччини з боротьби 2018                              | Польща | греко-римська боротьба, до 82 кг | 5      |
| Кубок Владислава Пітласинські 2018                              | Польща | греко-римська боротьба, до 82 кг | 5      |
| Турнір Дана Колова — Ніколи Петрова 2019                        | Польща | греко-римська боротьба, до 77 кг | 13     |
| Тор Мастерс 2019                                                | Польща | греко-римська боротьба, до 77 кг | 13     |

### Виступи на змаганнях молодших вікових груп
| Змагання                                       | Збірна   | Вагова категорія                 | Місце |
| ---------------------------------------------- | -------- | -------------------------------- | ----- |
| Чемпіонат світу з боротьби серед юніорів 2005  | Вірменія | греко-римська боротьба, до 74 кг | 5     |
| Чемпіонат Європи з боротьби серед кадетів 2002 | Вірменія | греко-римська боротьба, до 58 кг | 7     |
| Чемпіонат Європи з боротьби серед кадетів 2003 | Вірменія | греко-римська боротьба, до 63 кг | 16    |